# Rob Dyrdek
Robert Stanley Dyrdek, přezdívaný "Diesel" nebo "Bobby Light" je americký profesionální skateboardista, herec, podnikatel, producent a reality TV star. Nejvíce ho proslavily role v reality show Rob and Big a Rob Dyrdek's Fantasy Factory. Rob Dyrdek je také zapsán v Guinnessově knize světových rekordů.

## Osobní život
Rob začal se skateboardingem již ve 12 letech a ve svých 16 se stal profesionálním skateboardistou. V roce 2009 otevřel skate park, tzv. SafeSpot SkateSpot v Los Angeles, jehož sponzorem byl Carl's Jr., a kde také představil největší dosud postavený skateboard na světě. Při grand-openingu se spolu s Robem projel na tomto skateboardu dokonce i sám starosta Los Angeles Antonio Villaraigosa.

## Kariéra

### 2006–2008
V roce 2006 si Rob zahrál v reality seriálu Rob & Big na MTV (vysíláno od listopadu 2006 do dubna 2008) s jeho nejlepším přítelem a bodyguardem Christopherem "Big Black" Boykinem a jeho bratrancem Chris "Drama" Pfaffem. Po natočení třetí řady přestal Christopher "Big Black" Boykin účinkovat v tomto seriálu. Krátce nato se mu narodila dcera Isis Rae Boykin.

### 2009–2010
Rob Dyrdek si zahrál ve filmu Street Dreams, který měl premiéru v USA na jaře 2009.
Od začátku téhož roku se vysílá na MTV seriál Rob Dyrdek Fantasy Factory. Během natáčení první řady Rob Dyrdek Fantasy Factory Rob Dyrdek otevřel první tzv. SafeSpot SkateSpot, jehož sponzorem byl Carl's Jr., a kde také představil největší dosud postavený skateboard na světě, zapsaný v Guinnessově knize světových rekordů. Při grand-openingu se spolu s Robem projel na tomto skateboardu dokonce i sám starosta Los Angeles Antonio Villaraigosa.
Rob Dyrdek se také objevil ve videohrách Skate a Skate 2, spolu s Christopherem "Big Black" Boykinem od Xbox Live Marketplace a PlayStation Store.
Od srpna 2010 do března 2011 se na MTV vysílala již třetí řada Rob Dyrdek Fantasy Factory.

### 2011–2012
Začátkem dubna 2011 na MTV odstartovala již čtvrtá řada reality show Rob Dyrdek Fantasy Factory. Premiérový díl nové řady byl odvysílán na MTV čtvrtý dubnový den.

### 2013-současnost
Prvním obchodem společnosti Dyrdek Inc. byla společnost Orion Trucks. Během svého času s DC zahájil Dyrdek svůj průzkum podnikání prostřednictvím designu obuvi a to vedlo k tomu, že Dyrdek představil hip hop label a skate shop, Wild Grinders (animovaný seriál v síti Nickelodeon) a Street League Skateboarding (SLS). Navíc má partnerství s různými značkami, např. Rogue Status.
Rob Dyrdek je také zakladatelem podnikatelského inkubátoru Dyrdek Machine, kterou získala společnost DNA Distribution, holdingovou společnost Alien Workshop. Dyrdek je také investorem v UFC,  Beach Whisky (kde je členem poradního výboru),  Beatbox Beverages  a Stance.  
Prostřednictvím své produkční společnosti Superjacket Productions produkoval seriál Ridiculousness; stejně jako série CMT The Dude Perfect Show,  založené na práci eponymního internetového komediálního souboru (16 epizod po 30 minutách). Ridiculousness se na MTV vysílal od června 2011.
V roce 2017 se stal Dyrdek spoluzakladatelem Whiskey Black Feather.  Dyrdek je také spoluzakladatelem a členem představenstva společnosti Ultracast, který spolupracuje s NASCAR na produkci živých vysílání 360 virtuální reality a v prosinci se Dyrdek stal televizním rozhodčím pro talentovou show Amazingness.

## Nadace Dyrdek
Dyrdek založil tuto nadaci v roce 2003 a sloučil se s nadací SLS. Tato nadace vytváří právní skate parky pro skateboardisty ve svých komunitách. Provozování tohoto sportu je náročné, protože skateboarding je v ulicích většiny států nezákonný a tyto komunity často nemají k dispozici právní skate parky. Dyrdek se domnívá, že "skate plaza je pro budoucnost skateboardingu nezbytná."

## Světové rekordy
Rob Dyrdek překonal celkem 21 světových rekordů, většinu z nich v roce 2007 v jeho show Rob and Big.
- Consecutive front-side ollies: 46 (2007, WR)
- Ollie big spins: 12 (2007, WR)
- Consecutive nollie kickflips: 73 (2007, WR)
- 360-degree kickflips in one minute: 12 (2007, WR)
- Heel flips in one minute: 15 (2007, WR)
- Consecutive ollies: 215 (2007)
- Nollie kickflips in one minute: 22 (2007, WR)
- Longest stationary manual: 49 seconds (2007, WR)
- Switch frontside kickflips in one minute: 9 (2007, WR)
- Longest 50-50 rail grind: 100 feet 5.75 inches (30,62 m) (2007, WR)[8]
- Longest board slide: 100 feet 5.75 inches (30,62 m) (2007, WR)[9]
- Highest skateboard ramp jump into water: 10 feet 8 inches (3,29 m) (2007, WR)[10]